# Mesoarchaikum
| Äon                              | Ära                          | Periode | ≈ Alter (mya) |
| später                           | später                       | später  | jünger        |
| -------------------------------- | ---------------------------- | ------- | ------------- |
| A r c h a i k u m Dauer: 1500 Ma | Neoarchaikum Dauer: 300 Ma   |         | 2500 ⬍ 2800   |
| A r c h a i k u m Dauer: 1500 Ma | Mesoarchaikum Dauer: 400 Ma  |         | 2800 ⬍ 3200   |
| A r c h a i k u m Dauer: 1500 Ma | Paläoarchaikum Dauer: 400 Ma |         | 3200 ⬍ 3600   |
| A r c h a i k u m Dauer: 1500 Ma | Eoarchaikum Dauer: 400 Ma    |         | 3600 ⬍ 4000   |
| früher: Hadaikum                 |                              |         |               |

Das Mesoarchaikum ist eine geologische Ära. Es stellt innerhalb des erdgeschichtlichen Äons des Archaikums das dritte von vier Zeitaltern (Mesoarchaikum = „mittleres Archaikum“) dar. Es beginnt vor 3200 Millionen Jahren mit dem Ende des Paläoarchaikums und endet vor 2800 Millionen Jahren mit dem Beginn des Neoarchaikums. Seine Dauer beträgt 400 Millionen Jahre.

## Etymologie
Die Wortzusammensetzung Mesoarchaikum ist abgeleitet vom Altgriechischen μέσος mésos „Mitte, mittel, inmitten“ und ἀρχαῖος arkhaîos „beginnend, ursprünglich“. Mesoarchaikum bedeutet somit „mittleres Ursprüngliches“.

## Definition und Neudefinition
Im Zuge des Abrückens von rein radiometrisch bestimmten Altersgrenzen, willkürlich festgelegt durch GSSAs, machten Felix M. Gradstein und Kollegen im Jahr 2012 den Vorschlag, das GSSP-Prinzip so weit wie möglich auch im Präkambrium anzuwenden. Das Mesoarchaikum ist nach wie vor rein chronologisch über die Absolutalter 3200 und 2800 Millionen Jahre definiert. Eine stratigraphisch orientierte Neugliederung war 2012 von Martin Van Kranendonk und Kollegen erarbeitet worden.
Demnach enthält das Mesoarchaikum folgende zwei Perioden:
- Vaalbarum mit einer Dauer von 3490 bis 3020 Millionen Jahre
- Pongolum mit einer Dauer von 3020 bis 2780 Millionen Jahre.

Gemäß diesem Vorschlag beginnt das Vaalbarum 290 Millionen Jahre vor Beginn des Mesoarchaikums, hingegen endet das Pongolum 20 Millionen Jahre nach Ende des Mesoarchaikums. Beide neudefinierten Perioden zusammen genommen sind somit 310 Millionen Jahre länger als das 400 Millionen Jahre umfassende klassische Mesoarchaikum. Diese Überlänge kompensiert nahezu den vorgesehenen Wegfall des Eoarchaikums.
Der Neuvorschlag ist aber bis jetzt (Stand 2022) von der ICS noch nicht aufgegriffen bzw. ratifiziert worden.

## Einführung

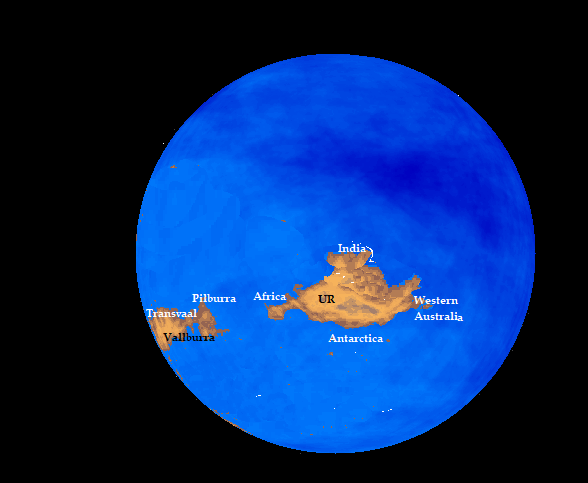
Die Erde vor 3000 Millionen Jahren mit den Kontinenten Vaalbara und Ur

Die ersten makroskopischen Fossilien traten vor 3490 Millionen Jahren erstmals in Form von Stromatolithen auf. Sie sind in der Dresser-Formation des Pilbara-Kratons zugegen. Dieser enorm wichtige Entwicklungsschritt des Lebens wurde von einem Wachstum stabiler kontinentaler Kerne begleitet. In der Neudefinition des Mesoarchaikums rechtfertigt er den Beginn des Ärathems.
Die Stromatolithen-Funde im Mkhonjwa-Bergland nordöstlich von Barberton in Südafrika stammen sodann aus dem Zeitraum 3200 bis 2800 Millionen Jahre. Im gleichen Zeitraum waren im Steep Rock Lake im Nordwesten Ontarios (Kanada) Fossilien von Cyanobakterien gefunden worden.
Ein weiterer wichtiger Entwicklungsschritt erfolgte ab 3020 Millionen Jahre mit dem Beginn des Pongolums. Erstmals waren terrestrische Sedimentbecken herangewachsen, welche sich auf jetzt stabilisierten Kontinenten formieren konnten. Gleichzeitig lässt sich jetzt in mächtigen, ungestörten Abfolgen auf Schelfplattformen die Besiedlung flacher, sandiger Faziesbereiche durch Mikroben nachweisen, welche sich weiter ausbreiteten.
Von sehr großer Bedeutung im Mesoarchaikum dürfte auch das Einsetzen der modernen Plattentektonik mit Subduktion gewesen sein.

## Geodynamik
Es wird angenommen, dass das Mesoarchaikum die moderne Plattensubduktion einläutete – wie anhand geologischer Zusammenhänge im Pilbara-Kraton in Westaustralien durchaus zu vermuten ist. Moderne Plattentektonik war bereits um 3200 Millionen Jahre zumindest regional am Wirken. Dies steht im Einklang mit numerischen Modellrechnungen, die auf eine im Archaikum existierende Plattentektonik verweisen. Vor 3120 bis 2970 Millionen Jahre existierte an der Grenze zwischen Ost- und West-Pilbara ein konvergenter Kontinentalrand mit einem modernen, ozeanischen Inselbogen – wobei das West-Pilbara-Terran mit dem Ost-Pilbara-Terran konvergierte und auf ihm andockte.
Möglicherweise bestand im Mesoarchaikum bereits der Superkontinent Vaalbara. Vaalbara enthält die beiden ältesten Krustenfragmente der Erde – den Pilbara-Kraton Westaustraliens mit dem Ost-Pilbara-Terran und den östlichen Kaapvaal-Kraton Südafrikas. Darunter befinden sich auch zwei kleine (200 × 200 Kilometer große) Gebiete suprakrustaler Gesteine. Diese sind nur schwach verformt, niedrig metamorph und zwischen 3490 und 3200 Millionen Jahre alt. Die Krustenfragmente hatten sich auf einem Fundament noch älterer Kruste gebildet, welches bis auf 3820 oder gar 4100 Millionen Jahre zurückgeht und zumindest teilweise sialischen Charakter aufweist.
Wie petrologische Studien zur potentiellen Manteltemperatur nahelegen, hatte der Erdmantel um 3000 Millionen Jahre seine höchste Temperatur seit der ursprünglichen Erdakkretion erreicht. Erklärbar ist dies durch einen Überschuss an interner Wärmeerzeugung gegenüber Wärmeverlusten an der Erdoberfläche.

### Krustenwachstum
Die kontinentale Kruste wuchs zwischen 3500 und 2000 Millionen Jahre am raschesten. Seitdem wird sie im Großen und Ganzen durch Subduktion–Erosion rezykliert – wobei dieser Vorgang das Kontinentwachstum seit dem Proterozoikum an Inselbögen ausbalanciert. Ein Peak im Krustenwachstum kann um 3000 Millionen Jahre beobachtet werden – noch vor dem Spätarchaischen Superereignis um 2700 Millionen Jahre. Dies wird durch neuere Studien an Zirkonen (mittels Hafniumbestimmungen), an Goldlagerstätten und an Sulfiden der subkontinentalen Mantellithosphäre (durch Rhenium-Osmium-Systematik) untermauert.
Das Krustenwachstum erfolgte in etwa zeitgleich mit dem Entstehen einer dicken, stark abgereicherten und auftriebsfähigen Mantellithosphäre unterhalb der Kontinente – hervorgerufen durch die sehr hohe Schmelzextraktion.

### Grünsteingürtel
Die Grünsteingürtel der beiden Kratone Pilbara und Kapvaal besitzen eine Abfolge aus vorwiegend mafischen bis ultramafischen Vulkaniten sowie untergeordneten felsischen Gesteinen, Cherts und klastischen Sedimenten. Diese Folgen waren während des Vaalbarums in den Intervallen 3530 bis 3420, 3350 bis 3320 und 3270 bis 3220 Millionen Jahre abgelagert worden.

### TTG-Komplexe
Die Grünsteingürtel beider Kratone waren begleitet von der Platznahme granitischer Gesteine – den TTG-Komplexen. Diese sehr weitläufigen und voluminösen TTG-Granitoide wurden im Laufe der Zeit allmählich immer Kalium-reicher. Sie kulminierten schließlich um 3240 Millionen Jahre in örtlich begrenzten Graniten des A-Typs mit Rapakivi-Gefüge.

### Mächtige Plattformabfolgen
Gegen 3000 Millionen Jahre hatten sich die Fragmente kratonischer Lithosphäre derart versteift, dass sie ein solides Fundament für sich entwickelnde, mächtige Plattformabfolgen abgeben konnten. Hierzu gehören die 3020 bis 2940 Millionen Jahre alte De Grey Supergroup in Westaustralien und die 3000 bis 2870 Millionen Jahre alte Pongola Supergroup sowie die 2985 bis 2780 Millionen Jahre alte Witwatersrand Supergroup in Südafrika.
Jede einzelne dieser Supergruppen ist mehrere Kilometer mächtig und wurde zumindest partiell unter subaerischen Bedingungen abgelagert, wobei Anzeichen für landgebundene biologische Lebensgemeinschaften vorhanden sind – darunter mit aller Wahrscheinlichkeit auch Cyanobakterienteppiche (engl. cyanobacterial mats).

## Umweltparameter

### Atmosphäre
Die Erdatmosphäre des Mesoarchaikums enthielt hohe Konzentrationen an Methan und Kohlendioxid – diese Treibhausgase sind eine gute Erklärung für die damaligen hohen Temperaturen. Die Methan- und auch die Wasserstoff-Konzentrationen blieben während des Mesoarchaikums konstant bei 1000 ppm, auch Kohlendioxid streute um diesen Wert, mit abnehmender Tendenz gegen Ende des Ärathems. Die Sauerstoffkonzentration lag konstant sehr niedrig bei etwas oberhalb 10−8 ppm, erlebte aber dann gegen Ende des Mesoarchaikums einen rapiden Anstieg, der aber laut Rye und Holland (1998) bereits schon früher um 3000 Millionen Jahre eingesetzt hatte. Der Sauerstoffanstieg geht in Hand mit einem starken Abfallen der δ13C-Werte von −30 auf −60 ‰ am Ende des Mesoarchaikums. Dies wird mit einer starken Ausbreitung methanotropher Mikroorganismen in Verbindung gebracht.
Der Gehalt an molekularem Stickstoff in der Erdatmosphäre des Mesoarchaikums dürfte in etwa dem heutigen entsprochen haben – was schlussfolgern lässt, dass Stickstoff zum damaligen Zeitpunkt keine wesentliche Rolle im Wärmehaushalt der frühen Erde spielte.

### Cherts
Die Sauerstoffisotopenanalyse von Cherts des Mesoarchaikums erlaubte eine Rekonstruktion der damals herrschenden Oberflächentemperaturen. Hieraus ergab sich eine Meerwassertemperatur von 55 bis 85 °C. Diese enorm hohen Temperaturen werden aber von anderen Untersuchungen über Verwitterungsraten auf unter 50 °C herabgedrückt. Untersuchungen mittels Sauerstoff- und Wasserstoffisotopen an Cherts aus dem Barberton Greenstone Belt sprechen ebenfalls für ein wesentlich gemäßigteres Klima (≤ 40 °C) um 3420 Millionen Jahre. Ganz ähnlich sind auch Ergebnisse aus der Rekonstruktion von Aminosäurensequenzen mittels spezifischer Proteine.

### Vereisungen
Die Pongolavereisung ereignete sich vor ungefähr 2.900 Millionen Jahren, für die gesamte Kaltzeit wird aber der Zeitraum 2980 bis 2830 Millionen Jahre veranschlagt. Sie kann durch zwei Diamiktithorizonte in der Mozaan Group der Pongola Supergroup nachgewiesen werden (Delfkom-Formation). Es gibt paläomagnetische Anzeichen, dass die damaligen Eismassen bis auf eine Paläolatitüde von 48° herabreichten. Diese Vereisung war aber wahrscheinlich nicht durch die Evolution photosynthetisierender Cyanobakterien ausgelöst worden – vielmehr fand dieser Entwicklungssprung erst zwischen der Huron-Vereisung und der Makganyene-Vereisung statt.

## Entwicklung des Lebens

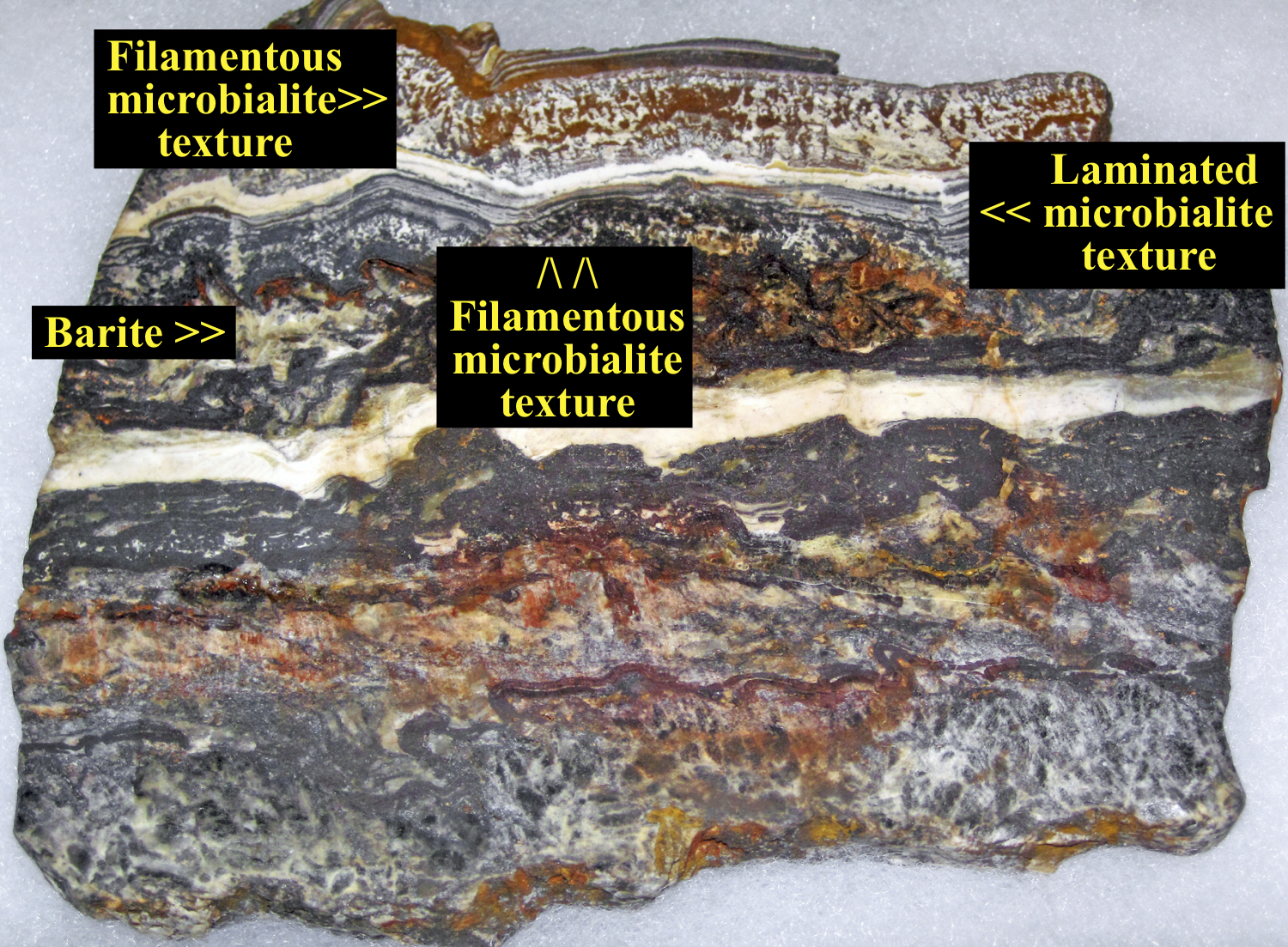
Die Dresser-Formation Westaustraliens

Mikrobielle Lebensformen mit unterschiedlichen Metabolismen dehnten sich während des Mesoarchaikums weiter aus und ihre abgesonderten Gase begannen die Zusammensetzung der frühen  Erdatmosphäre zu beeinflussen. Cyanobakterien produzierten bereits gasförmigen Sauerstoff, der aber erst später im Archaikum Bedeutung in der Erdatmosphäre gewinnen sollte. Es gab aber in diesem Zeitabschnitt durchaus kleine Oasen von mit Sauerstoff angereichertem Wasser, insbesondere in flachmarinen Environments in Küstennähe.
Der älteste und weithin allgemein anerkannte Hinweis auf den Beginn des Lebens kann wie schon angesprochen  in der 3490 Millionen Jahre alten Dresser-Formation im Pilbara-Kraton situiert werden. In ihr sind Stromatolithen und eventuelle Mikrofossilien in einer recht dünnen Abfolge von Karbonaten, Sandsteinen und hydrothermalen Ablagerungen erhalten. Die Bedingungen waren zeitweises Flachwassermilieu innerhalb einer vulkanischen Caldera. Die Dresser-Formation und auch andere, nahezu gleichalte Gesteinsformationen, liefern sowohl geochemische als auch Isotopendaten, die auf eine sehr diversifizierte Mikrobengemeinschaft hinweisen. Die Cyanobakterien des 3460 Millionen Jahre alten Apex-Chert sind jedoch nach wie vor umstritten. Neben den Stromatolithen der 3400 Millionen Jahre alten Strelley-Pool-Formation wurden aber darüber hinausgehend im Zeitraum 3350 bis 3000 Millionen Jahre noch weitere Neuentdeckungen des Lebens gemacht – so beispielsweise im Pilbara- und im Kaapvaal-Kraton unterschiedliche Formen von Stromatolithen, Mikrofossilien mit organischer Zellwand und kohlenstoffreiche Materie biologischen Ursprungs. Morphologische Studien und Untersuchungen anhand von Biomarkern unterstützen voll die sehr seltene, jedoch hervorragende Erhaltung komplexer Mikrobenmorphologien in sehr unterschiedlichen geologischen Environments. Diese werden auf 3200 bis 3000 Millionen Jahre datiert und gehen möglicherweise bis 3500 Millionen Jahre zurück.

## Stratigraphie

### Bedeutende geologische Formationen
- Antarktis:

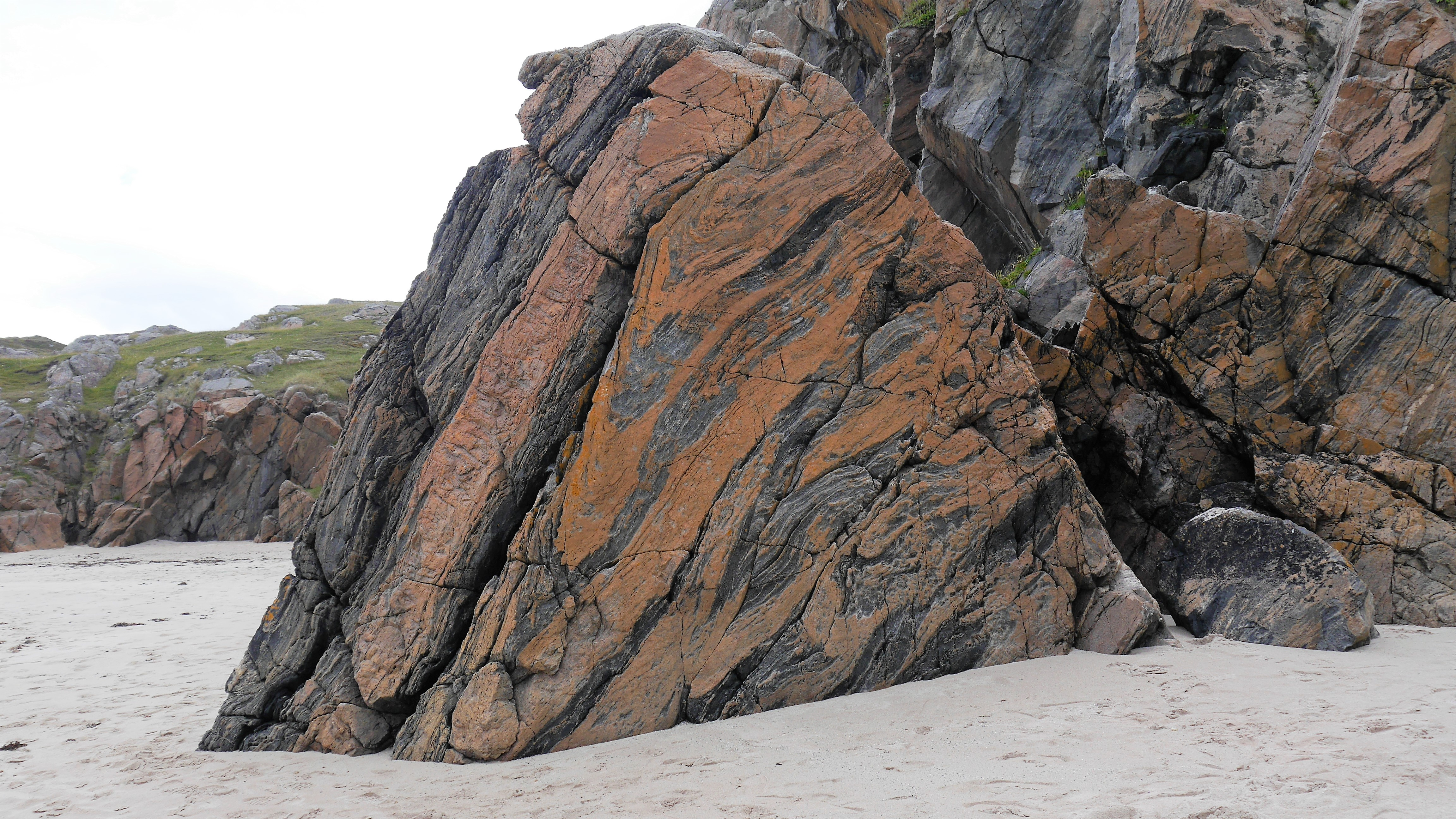
Gneise des Lewisiums an der Bucht von Achmelvich, schottische Nordwestküste

  - Nimrod Group im Transantarktischen Gebirge – 3290 bis 3060 Millionen Jahre.[35] Die sehr heterogene Gruppe wurde um 1730/1720 Millionen Jahre BP von der Nimrod-Orogenese und um 540/520 Millionen Jahre BP von der Ross-Orogenese erfasst.[36]
- Australien:
  - Pilbara-Kraton in Westaustralien:
    - Whundo Group im Zentrum – 3125 bis 3115 Millionen Jahre
    - De Grey Superbasin mit der De Grey Supergroup – 3020 bis 2940 Millionen Jahre:
      - Gorge Creek Group – 3050 bis 3020 Millionen Jahre
      - Whim Creek Group – 3010 bis 2990 Millionen Jahre
      - Mallina Basin – 2970 bis 2940 Millionen Jahre
      - Croydon Group – 2970 bis 2940 Millionen Jahre
      - Nullagine Group – 2930 bis 2910 Millionen Jahre
- China:
  - Nordchina-Kraton – 3100 bis 2900 Millionen Jahre:
    - Quishui Group im östlichen Shandong
    - Longgang Group im südlichen Jilin
    - Lower Anshan Group im Norden von Liaoning
    - Qianan Supracrustals im östlichen Hebei
    - Chentaigou Supracrustals in Anshan
- Indien:
  - Dharwar-Kraton im Süden:
    - Sargur Group – 3100 bis 2900 Millionen Jahre
    - Dharwar Supergroup
      - Bababundan Group – 2900 bis 2600 Millionen Jahre
        - Kalasapura-Formation – um 2910 Millionen Jahren
        - Santaveri-Formation und Allampur-Formation – 2848 bis 2747 Millionen Jahre

  - Singhbhum-Kraton im Nordosten:
    - Iron Ore Group – 3100 bis 2900 Millionen Jahre
- Nordamerika:
  - Superior-Kraton:
    - Steep Rock Limestone in Ontario – 2800 Millionen Jahre
    - Minnesota River Valley Subprovince
      - Montevideo-Gneis – ab 3485 ± 10 Millionen Jahre
      - Morton-Gneis – ab 3524 ± 9 Millionen Jahre

  - Wyoming-Kraton:
    - Goldman-Meadows-Formation – um 2780 Millionen Jahre
- Schottland:
  - Lewisian:
    - Borgie Inlier – 2800 Millionen Jahre
    - Protolithen der Laxford-Gneise – 2840 bis 2800 Millionen Jahre
    - Tonalitgneise des Scourians – 3030 bis 2960 Millionen Jahre
- Südafrika:
  - Kaapvaal-Kraton:
    - Swasiland-Supergruppe – 3547 bis 3100 Millionen Jahre
      - Moodies Group – 3227 bis 3110 Millionen Jahre BP[37]

    - Dominion Group – 3090 bis 3070 Millionen Jahre
    - Pongola Supergroup in Südafrika und in Swasiland – 3000 bis 2870 Millionen Jahre
      - Nsuze Group – 2980 bis 2960 Millionen Jahre
      - Mozaan Group – um 2950 bis 2837 (?) Millionen Jahre

    - Witwatersrand Supergroup in Südafrika – 2985 bis 2780 Millionen Jahre
      - West Rand Group – 2985 bis 2914 Millionen Jahre
      - Central Rand Group – 2872 bis 2780 Millionen Jahre

## Magmatismus
- Grünsteingürtel:
  - Sayan-Grünsteingürtel im Sayan-Faltengürtel, Sibirien-Kraton – um 3200 Millionen Jahre
  - Olondo-Grünsteingürtel im Aldan-Schild, Sibirien-Kraton – 3065 bis 2986 Millionen Jahre

## Lagerstätten
- Eisen:

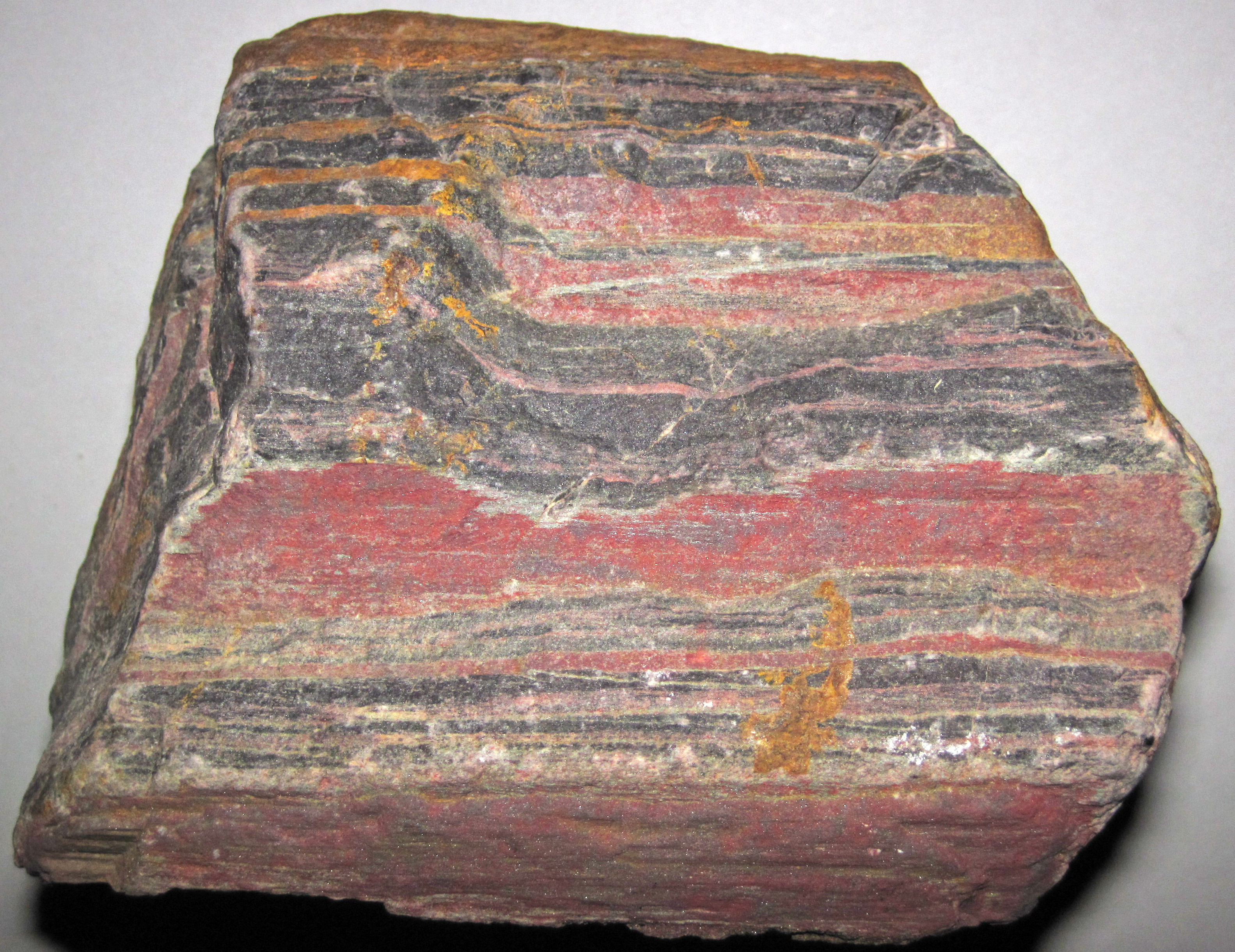
Bändereisenerz aus der 2870 Millionen Jahre alten Goldman-Meadows-Formation in Wyoming

  - Bändereisenerze der Goldman-Meadows-Formation im Wyoming-Kraton
- Gold:
  - Red-Lake-Grünsteingürtel des Superior-Kratons mit der orogenen Goldlagerstätte Campbell-Red Lake – 2990 bis 2890 Millionen Jahre[38]
- Gold und Uran:
  - Die Witwatersrand Supergroup (2985 bis 2780 Millionen Jahre) in Südafrika beherbergt die größten Goldvorkommen der Welt.
- Nickelgruppe:
  - Jamestown-Ophiolith des Barberton-Grünsteingürtels, Kaapvaal-Kraton  (Bon-Accord-Nickel-Lagerstätte)[39]
- Chrom (Chromit):
  - Nuggihalli Schist Belt, Sargur Group, Südindien

## Geodynamik

### Orogenesen
- Baltischer Schild:
  - Saamium – 3100 bis 2900 Millionen Jahre
- Pilbara-Kraton:
  - North Pilbara Orogeny – 2950 bis 2910 Millionen Jahre. Das Kurrana-Terran wird im Südosten des Ost-Pilbara-Blocks akkretiert. Das Aufdringen postektonischer Granite zwischen 2890 und 2830 Millionen Jahre führt zur endgültigen Kratonisierung.